# Charoúla Kafandári
Charoúla Kafandári (en grec moderne : Χαρούλα Καφαντάρη), née le 3 avril 1958, est une femme politique grecque.

## Biographie
Aux élections législatives grecques de janvier 2015, elle est élue députée au Parlement grec sur la liste de la SYRIZA dans la deuxième circonscription d'Athènes.